# Tivoli
Tivoli je město v italském regionu Lazio, přibližně 30 km východně od Říma, známé též pod antickým názvem Tibur. Ve městě žije přibližně 55 tisíc obyvatel.

## Historie

### Renesance
Během renesance papežové a kardinálové neomezovali své stavební a okrasné projekty pouze na Řím, ale budovali také stavby v Tivoli. V roce 1461 zde papež Pius II. postavil mohutnou pevnost Rocca Pia, aby udržel pod kontrolou neklidné obyvatelstvo a zároveň dal najevo trvalost papežské světské moci v tomto regionu.
Od 16. století město zažilo další výstavbu vil. Nejznámější z nich je Villa d’Este, památka světového dědictví UNESCO, jejíž výstavbu zahájil v roce 1550 architekt Pirro Ligorio pro kardinála Ippolita II. d’Este. Vila byla bohatě vyzdobena ambiciózními freskami malířů pozdního římského manýrismu, jako byli Girolamo Muziano, Livio Agresti (člen „forlìské malířské školy“) nebo Federico Zuccari. Roku 1527 bylo Tivoli vypleněno bandami příznivců císaře a rodu Colonna, přičemž během útoku byly zničeny důležité archivy. V roce 1547 město znovu obsadil vévoda z Alby během války proti papeži Pavlu IV. a roku 1744 pak Rakušané.
V roce 1835 přibyla ve městě Vila Gregoriana, kterou nechal vybudovat papež Řehoř XVI. Jedná se o komplex vil postavený kolem vodopádů řeky Aniene. „Velký vodopád“ vznikl pomocí tunelu prorazeného skrz horu Monte Catillo, aby se řece poskytl dostatečný odtok a zabránilo se tak záplavám, jaká postihla město v roce 1826.

## Geografie
Sousední obce: Castel Madama, Guidonia Montecelio, Marcellina, Roma, San Gregorio da Sassola, San Polo dei Cavalieri, Vicovaro.

## Památky
- Villa d'Este
- Hadriánova vila
- Rocca Pia

## Demografie
Počet obyvatel

## Doprava
Město je dostupné autobusem i železnicí (trať Řím–Sulmona–Pescara). V období 1879 až 1933 byla k dispozici pro dopravu do Říma i parní tramvajová linka.

## Osobnosti
- Simplicius (??–483), papež
- Jan IX. (??–900), papež
- Viktor IV. (1095–1164), protipapež Alexandra III.
- Pius II. (1405–1464), papež (1458–1464), založil zde pevnost Rocca Pia
- Emilio Gino Segrè (1905–1989), italský fyzik